# Fernand Courby
Fernand Henri Fabien Courby, né le 19 janvier 1878 à Bourg-lès-Valence et mort le 6 mars 1932 à Lyon, est un archéologue et helléniste français spécialiste de la Grèce antique, membre de l'École française d'Athènes (promotion 1905), professeur à la Faculté des lettres de l'université de Lyon.

## Biographie
Né dans une famille modeste de Valence où son père dirige un atelier de mécanique, Fernand Courby éprouve dès l'enfance le goût de traduire par le dessin l'expression de sa pensée. Brillant élève au lycée de Valence, puis boursier de licence et d'agrégation à la Faculté des lettres de Lyon, il est formé par l'enseignement de Henri Lechat, Maurice Holleaux et Philippe-Ernest Legrand, et nommé membre de l'École française d'Athènes en 1905.
Après un séjour à l'Académie de France à Rome (Villa Médicis), il rejoint les grands chantiers archéologiques de Délos et de Delphes sous la conduite de Maurice Holleaux. Archéologue doublé d'un dessinateur et très expert en architecture, il réalise le type alors très rare de l'archéologue-architecte qui manquait à l'École d'Athènes, et contribue à un changement capital des méthodes françaises en archéologie.
À Délos, il s'intéresse dès 1906 à la proto-histoire du sanctuaire, exhume le Portique d'Antigone avec l'une des tombes des Vierges hyperboréennes (la Théké), et découvre les vestiges d'une Délos minoenne et mycénienne sous le sanctuaire d'Apollon et d'Artémis,. Avec Charles Picard, il prépare par une mission à Stratos (Acarnania) la mise en valeur des fouilles de la cité et du temple de Zeus. À Delphes, ses études sur la tholos du Trésor de Sicycone , le fronton oriental du temple archaïque , sur le monument voisin de l'opisthodome, et surtout la terrasse du temple ,, ont renouvelé la connaissance des monuments delphiques. 
Mobilisé en 1914 et affecté en 1915 au 176e régiment d'infanterie, c'est sous l'uniforme d'adjudant (et sous les balles turques) qu'il participe au développement des fouilles de Macédoine, et en particulier de la nécropole d'Éléonte, en Thrace, mise au jour à l'occasion de travaux de retranchement dans les Dardanelles au début de juin 1915. Il cumule ces activités archéologiques avec la fonction d'officier-interprète au 2e bureau de l'État-major des Armées d'Orient à Salonique. Son rôle dans l'élaboration de l'offensive victorieuse qui contraignit la Bulgarie à demander l'armistice le 29 septembre 1918 lui vaut la Médaille du Mérite Militaire grecque et la Croix de Guerre avec citation à l'ordre de l'armée d'Orient ,.
Dès 1919, reprenant la publication des monuments de la terrasse du temple d'Apollon à Delphes interrompue par la guerre, il entreprend une étude exhaustive de l'autel d'Apollon Pythien,.
C'est à Délos que Fernand Courby avait abordé son étude sur Les vases grecs à reliefs (de la préhistoire à l'époque romaine), dont il fit le sujet de sa thèse de doctorat parue en 1922. Cet ouvrage de référence sur la céramique grecque antique lui vaut la médaille de l'Institut de France en 1926 ,.
Nommé professeur de philologie et épigraphie grecque à l'université de Lyon en 1922, Fernand Courby fonde en 1923 l' Institut d'épigraphie grecque, qui prit en 1961 le nom d' Institut Fernand Courby (laboratoire du CNRS depuis 1967, devenu en 2003 HiSoMA UMR 5189) .
En 1931, Fernand Courby publie son dernier ouvrage sur Délos, Les temples d'Apollon . Opéré trop tard d'une mastoïdite, il meurt d'une méningite le 6 mars 1932, à 54 ans. 
Au moment de sa mort, il préparait une étude sur la maison grecque, pour la collection La vie publique et privée des anciens Grecs (Collection Guillaume Budé). Il avait été deux fois titulaire de la grande médaille d'argent de la Société centrale des architectes français.
Demeuré veuf en 1914 avec deux petites filles, Anne (née en 1912) et Irène (1914-1973), Fernand Courby s'était remarié en 1922 avec Marguerite, la fille de l'helléniste Fernand Allègre (1849-1942), dont il eut une fille, Françoise (1924-1982).